# Luiz Alberto Rodrigues
Luiz Alberto Rodrigues foi um político brasileiro do estado de Minas Gerais. Foi deputado estadual de Minas Gerais na 9ª e na 10ª legislatura (1979 - 1987).